# Mật mã Dvorak
Mật mã Dvorak là một phương pháp mã hóa dựa trên hai loại bàn phím khác nhau là QWERTY và Dvorak. Nó có hai biến thể: một là gõ văn bản theo kiểu Dvorak trên bàn phím QWERTY, hoặc gõ văn bản theo kiểu QWERTY theo kiểu Dvorak. Và như vậy Dvorak là một mật mã thay thế dùng một bảng chữ cái như ROT13 hay mật mã Caesar, với mỗi ký tự được thay thế bằng một ký tự cố định khác.

## Mật mã Dvorak trong văn học
Trong cuốn tiểu thuyết về hacker Stealing the Network: How to Own an Identity (Đạo tặc trên mạng: Làm thế nào để có bản sắc riêng), một hacker bí danh Bl@ckTo\/\/3r đã sử dụng bàn phím Dvorak như là một chướng ngại vật cho những kẻ muốn xâm nhập vào máy anh ta.